# Boeing CH-46 Sea Knight
Il Boeing Vertol CH-46 Sea Knight è un elicottero biturbina e birotore statunitense medio leggero (fascia da 5 a 8 tonnellate), utilizzato dall'United States Marine Corps (USMC) per il trasporto in ogni condizione di tempo di truppe d'assalto, rifornimenti o equipaggiamenti. Il ruolo di supporto alle forze d'assalto viene considerato primario, mentre viene considerato secondario l'impiego come elicottero da trasporto per rifornimenti. L'elicottero può anche essere utilizzato per supporto ravvicinato, ricerca e soccorso, rifornimento ai punti di riarmamento, CASEVAC e salvataggio di personale o velivoli, in inglese Tactical Recovery of Aircraft and Personnel (TRAP). La versione commerciale prende il nome di BV 107-II e viene comunemente chiamata il "Vertol".

## Sviluppo

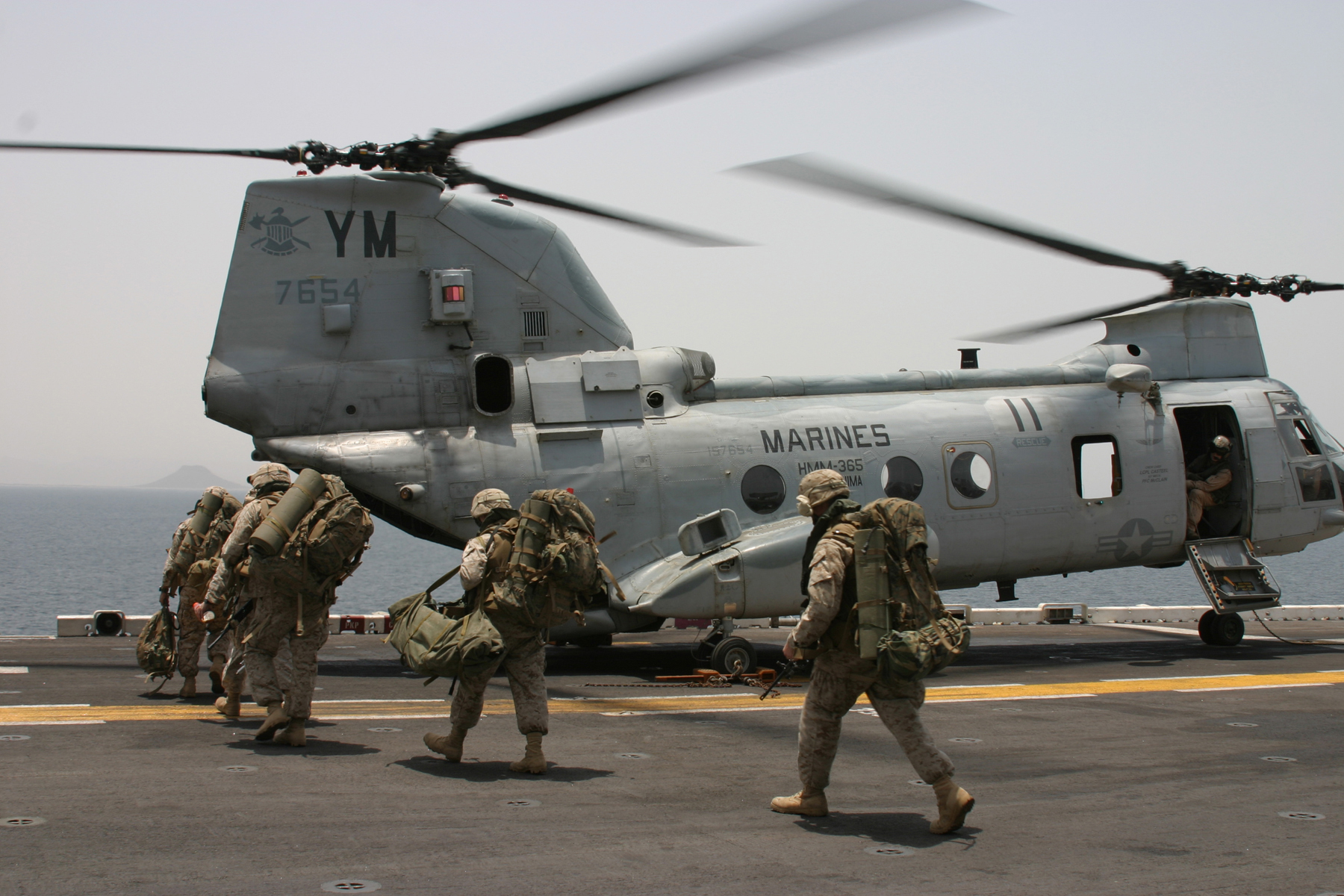
US Marines del 24th MEU si imbarcano su un CH-46.

Frank Piasecki era uno dei pionieri dello sviluppo degli elicotteri e la compagnia da lui fondata nel 1940, la Piasecki Helicopter Corporation, sviluppò i primi esemplari operativi di elicotteri con rotori in tandem tra i quali il Piasecki H-21 detto la "Banana Volante". La Piasecki, in seguito divenuta Vertol, iniziò a lavorare nel 1956 su un nuovo progetto di elicottero con rotori in tandem dal nome Vertol Model 107 o V-107. Il prototipo di V-107 aveva due motori a turboalbero Lycoming T53 da 640 kW ognuno. Il primo volo del V-107 ebbe luogo il 22 aprile 1958 dopo di che l'elicottero iniziò un giro di dimostrazioni negli Stati Uniti e nel resto del mondo. Nel giugno 1958, l'U.S. Army assegnò un contratto alla Vertol per dieci elicotteri di produzione designati "YHC-1A".

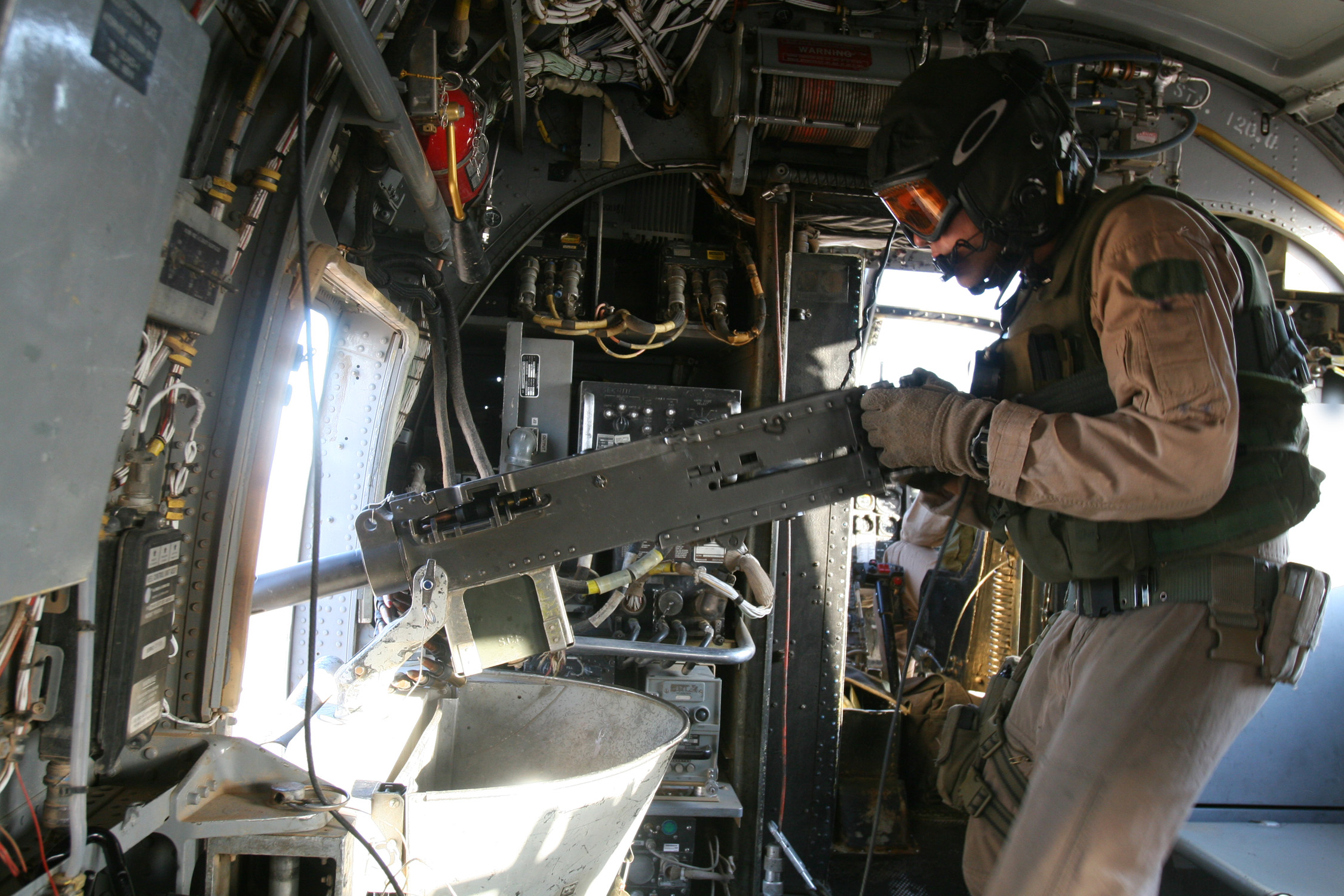
Mitragliere laterale impiega una mitragliatrice calibro .50 su un CH-46 dei Marines.

L'ordine venne in seguito ridotto a tre elicotteri, in quanto l'esercito statunitense spostò i fondi al programma V-114, un altro elicottero a turbina, ma più grande del V-107. I tre YHC-1A dell'esercito USA impiegavano i motori General Electric T58 e il primo esemplare volò nell'agosto 1959. Fu seguito da un modello potenziato per impiego civile o per l'esportazione denominato 107-II. Nel corso del 1960, I Marines statunitensi emisero un requisito per un elicottero biturbina d'assalto e da trasporto che avrebbe dovuto rimpiazzare i modelli con motori a pistoni in servizio. La Boeing Vertol si aggiudicò la gara con il 107M che venne ridenominato HRB-1 all'inizio del 1961.  Nello stesso periodo, la Boeing aveva acquisito la Vertol nel 1960 e rinominò il gruppo come Boeing Vertol.
Il primo volo del modello acquisito dai Marines venne effettuato nell'agosto 1962 e fu seguito dal cambio di designazione del modello che divenne CH-46A per i Marines e UH-46A per la U.S.Navy. La variante UH-46A differiva per la capacità di effettuare il carico e scarico dei materiali in volo stazionario. Il CH-46A era equipaggiato con i motori a turboalbero T58-GE8-8B da 1 250 shp (930 kW) e poteva trasportare 17 passeggeri o 4000 libbre (1815 kg).

## Impiego operativo

### Militare
Noto colloquialmente come "frog" ( rana in inglese ), l'elicottero è stato utilizzato - sin dalla sua introduzione in servizio - in tutte le operazioni che hanno visto coinvolti i Marines (sia in tempo di pace che in guerra). Viene tuttora utilizzato dal Corpo dei Marines, e le doti di logevità ed affidabilità del progetto hanno portato alla coniazione di modi di dire come "phrogs phorever" (frogs forever - rane per sempre) e "never trust a helicopter under 30" ("non fidarti di un elicottero sotto i 30 anni), con duplice riferimento all'età e alla sigla di progetto. Questi motti di spirito nascono spontaneamente dal confronto tra l'affidabile e rodato CH-46 ed il suo successore designato, il V-22 Osprey, un innovativo convertiplano (tiltrotor) che inizialmente ha sofferto vari - e a volte, purtroppo, fatali per gli equipaggi - problemi di gioventù.
I CH-46E, soprannominati Sea Knights, furono impiegati dall'USMC durante la Invasione dell'Iraq del 2003 per il trasporto di personale, rifornimenti per le postazioni avanzate di rifornimento (forward arming and refueling points - FARP), trasporto di munizioni e vari altri compiti. I CH-46E e CH-53E trasportarono gli US Army Rangers e le forze speciali impiegate per il salvataggio del soldato Jessica Lynch tenuta prigioniera in un ospedale dell'Iraq e liberata il 1º aprile 2003.
A differenza della marina statunitense che ha ritirato l'elicottero dal servizio il 24 settembre 2004, sostituendolo con il MH-60S Knighthawk, il corpo dei Marines prevede di continuare a impiegare il Sea Knight fino a che l'MV-22 Osprey non sarà completamente consegnato e operativo. Nel marzo 2006, il Marine Medium Helicopter Squadron 263 (HMM-263) è stato chiuso e ridesignato come VMM-263 per essere il primo squadron operativo con il MV-22. Il processo di sostituzione si prevede continui fino al 2014.

### Civile

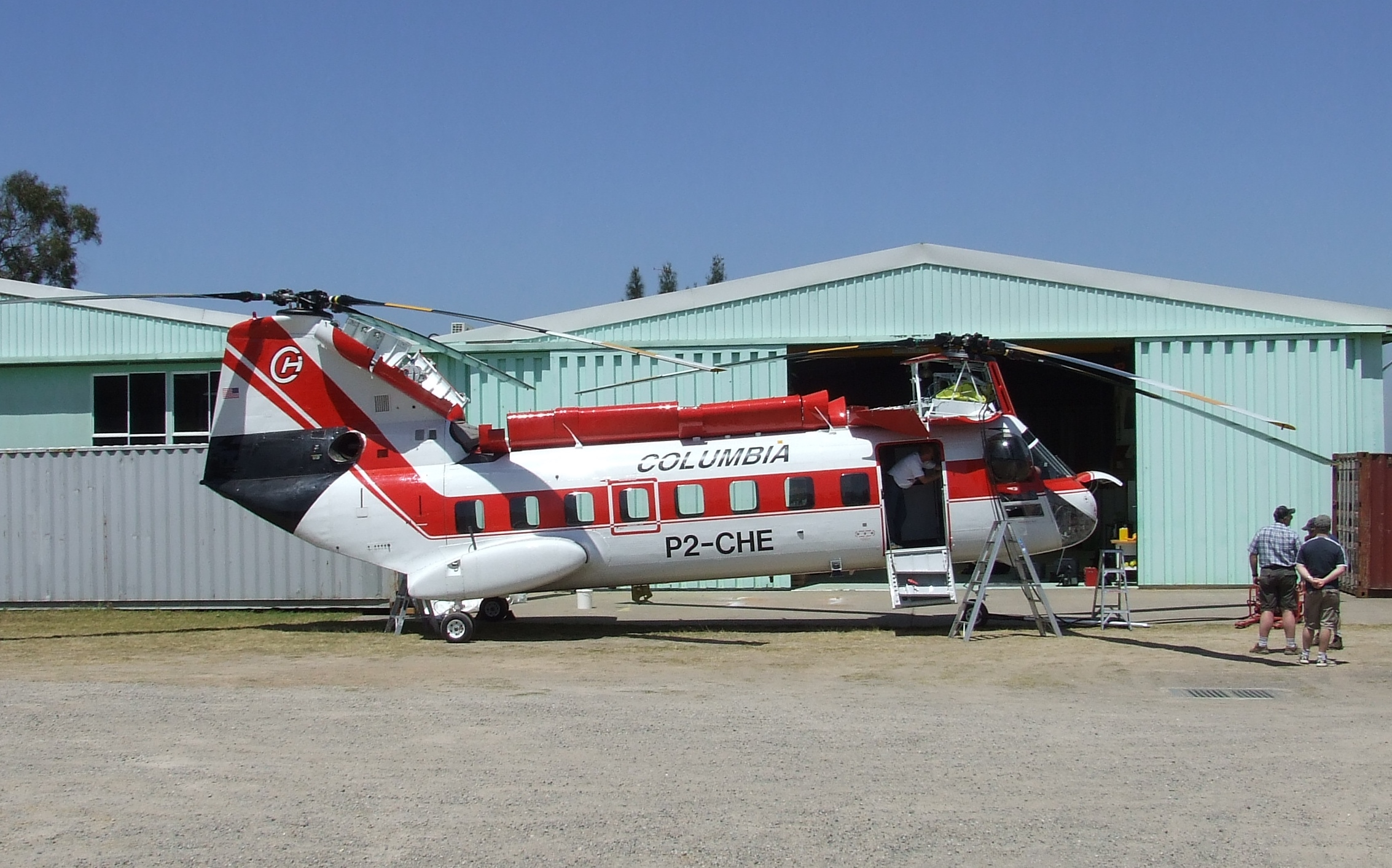
BV 107-II della Columbia Helicopters

La versione civile, il BV 107-II Vertol fu sviluppata prima di quella militare dal nome CH-46 e venne adottata dalla New York Airways, dalla Pan American World Airways e attualmente dalla sola Columbia Helicopters. Il 15 dicembre 2006, la Columbia Helicopters ha comprato il Type certificate del Model 107 dalla Boeing ed è alla ricerca di una società con la quale produrre pezzi di ricambio ed eventualmente altri elicotteri, dopo aver ottenuto l'autorizzazione dalla FAA.

## Versioni

### USA
Model 107
Prototipo base costruito in un solo esemplare.
Model 107-II
Elicottero di linea commerciale. Tutti i seguenti elicotteri di questo tipo vennero prodotti con la sigla BV 107-II-2. La Vertol ne impostò 2 prototipi, 5 vennero venduti alla New York Airways e 10 alla Kawasaki che li utilizzò come fonte di pezzi di ricambio.
Model 107M
Modello adattato dalla precedente versione per il trasporto militare di reparti dei Marine USA.
YHC-1A
Così l'esercito statunitense chiamò il suo Model 107 per eseguire prove e test sulla macchina. Il corpo dei Marine lo prese in carico con la designazione di HRB-1. La versione YHC-1A, di cui vennero prodotti tre esemplari, venne in seguito rinominata YHC-46C.
YCH-46C
YHC-1A ridesignato nel 1962 e consegnato in due esemplari all'US Army. La NASA ne usò uno per prove di atterraggio in verticale.
HRB-1
Designazione originale prima del cambio di nome in CH-46A come predisposto dalla designazione identificativa comune del 1962.
CH-46A
Versione da assalto, trasporto medio e SAR adottata dal corpo dei Marine USA, dotato di due motori turboalbero T58-GE-8 da 935 kW ciascuno. Ne vennero costruiti 160 esemplari oltre ad una cellula senza motori.
CH-46D
Versione da assalto e trasporto medio per l'USMC, dotato di due motori turboalbero T58-GE-10 da 1.044 kW ciascuno. Prodotta in 266 unità.
CH-46F
Versione migliorata del CH-46D. Costruiti 174 esemplari.
CH-46E

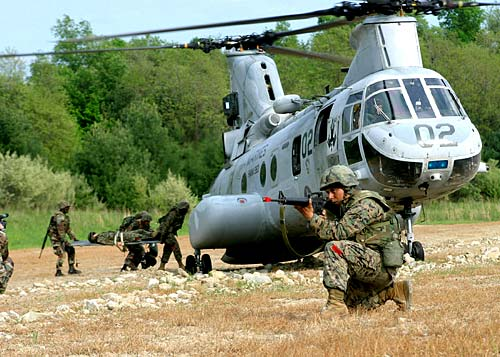
Un gruppo di Marines simula l'evacuazione di un ferito in un CH-46E

Circa 275 CH-46A, -D e -F vennero potenziati alla versione CH-46E dotata, tra le altre cose, di nuovi motori T58-GE-16/A.
CH-46X
Conosciuta anche come Boeing Model 360, questa versione pensata negli anni ottanta dalla Boeing per mostrare al pubblico le nuove tecnologie per gli elicotteri non entrò mai in produzione.
HH-46A
Nient'altro che 50 CH-46A allestiti per operazioni SAR come richiesto dalla scuola di soccorso dell'US Navy.
HH-46D
Questo era il nome degli ultimi HH-46A ristrutturati e degli UH-46D convertiti per operazioni SAR. Il "pacchetto" per il soccorso in mare prevedeva un montacarichi installato vicino alla porta laterale e un radar Doppler.
HH-46E

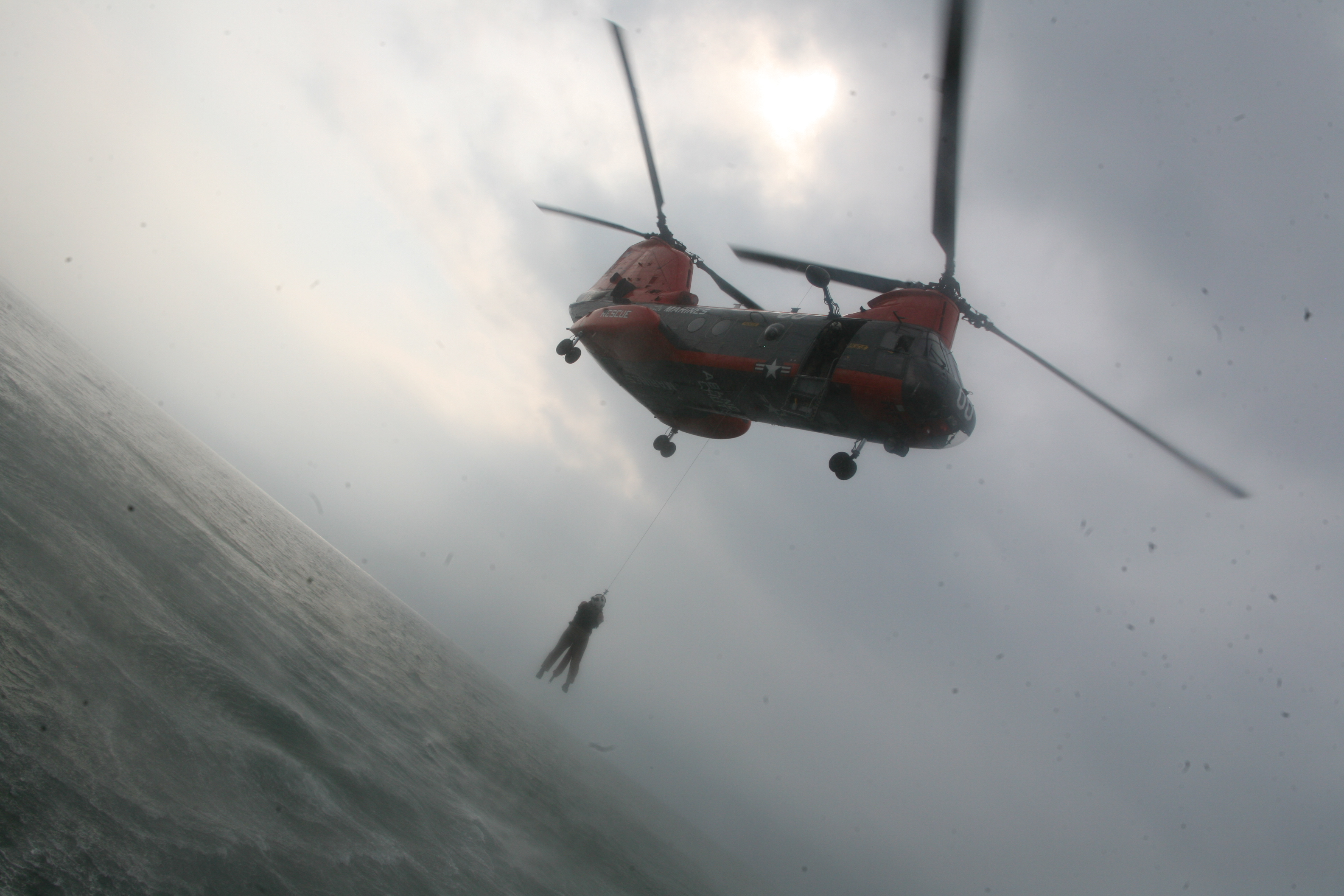
Un HH-46E durante un'esercitazione di salvataggio e recupero)

Tre CH-46E convertiti per operazioni SAR utilizzati dal 1º squadrone da trasporto dell'USMC.
RH-46A
Adattamento progettato per l'US Navy, ma mai giunto in porto, del CH-46A per operazioni di sminamento. Nove SH-3A vennero invece convertiti in RH-3A.
UH-46B
Sviluppo del CH-46A per l'USAF; ne vennero ordinati 12 nel 1962, poi annullati.
UH-46A

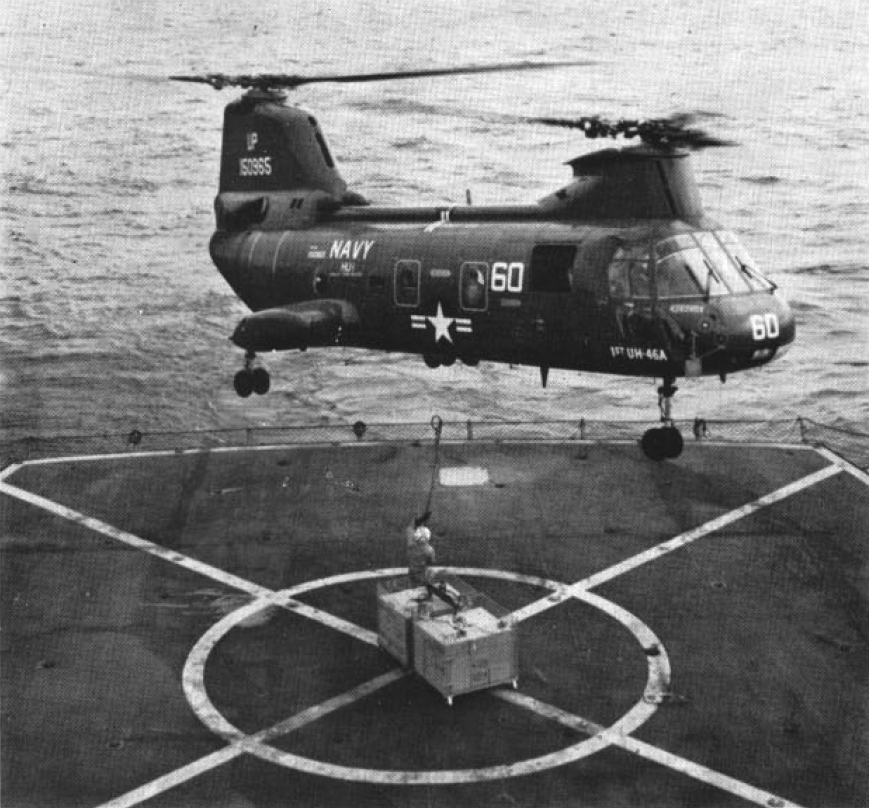
Un UH-46A Sea Knight

Versione da trasporto medio, simile al CH-46A, usata dalla marina militare statunitense. Prodotta in 14 esemplari.
UH-46D
Versione dell'US Navy sia per il trasporto che per il combattimento. Simile al CH-46D e costruito in 10 unità, più una conversione di un CH-46D
VH-46F
Designazione non ufficiale del CH-46F utilizzata per il trasporto di VIP.
XH-49
Nome originale dell'UH-46B.

### Canada
CH-113 Labrador
Versione SAR del Model 107-II-9 in uso presso la RCAF.
CH-113 Voyageur
Versione da assalto e trasporto del Model 107-II-28 per l'esercito canadese. Più tardi convertito in CH-113A Labrador quando arrivò il Boeing CH-47 Chinook.

### Giappone (costruzione Kawasaki)
KV-107II-1

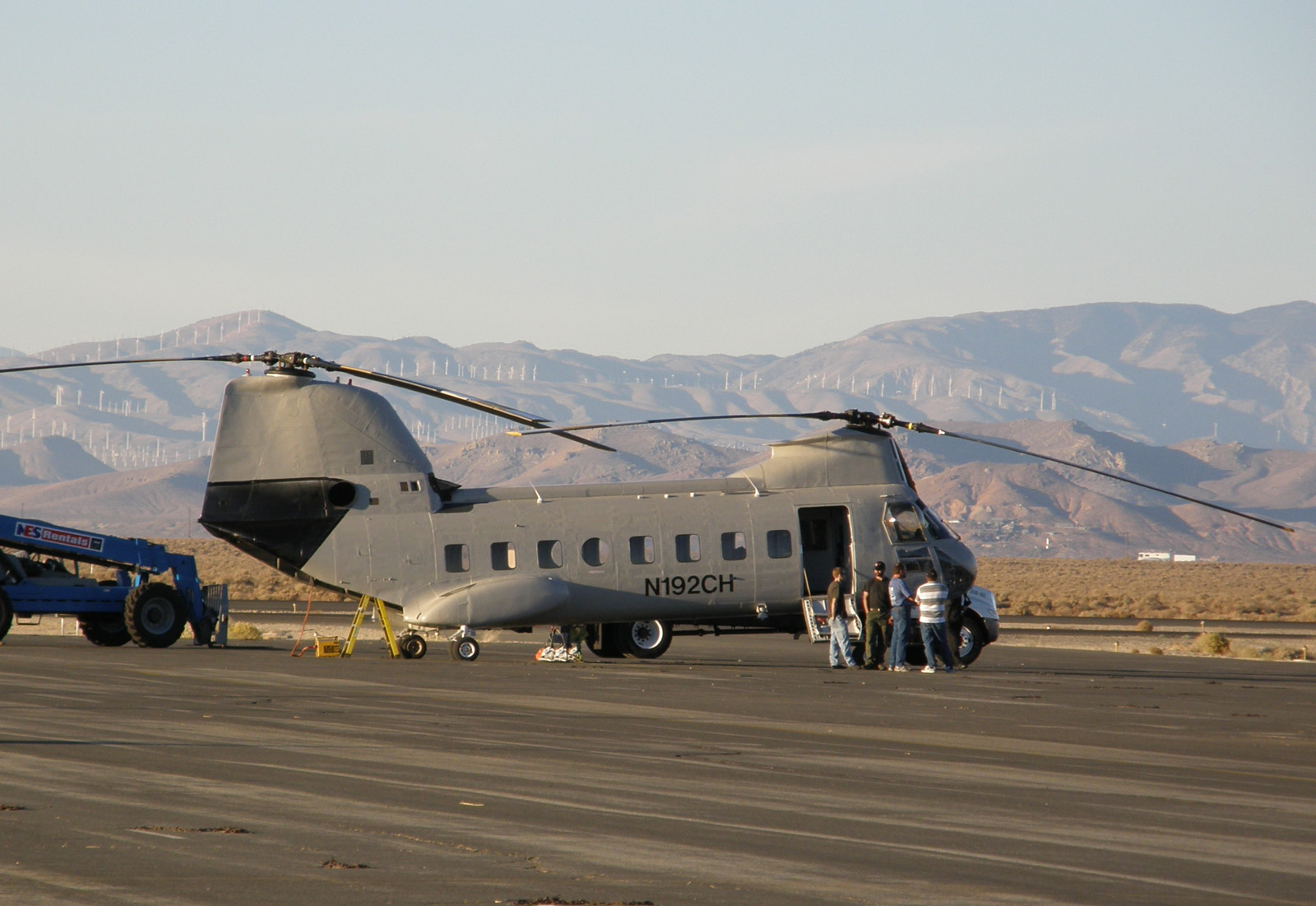
KV-107II della Columbia Helicopters

Versione da trasporto uscita in un solo esemplare.
KV-107II-2
Versione commerciale di linea prodotta in nove esemplari.
KV-107IIA-2
Versione migliorata del KV-107II-2 uscita in tre esemplari.
KV-107II-3
Versione per lo sminamento costruita in due esemplari per la forza di autodifesa marittima (JMSDF).
KV-107IIA-3
Versione potenziata del KV-107II-3 prodotta in 7 esemplari.
KV-107II-4
Versione da assalto e trasporto prodotta in 41 unità per la JMSDF.
KV-107II-4A
Versione per trasporto VIP derivata dal KV-107II-4. Ne è stata costruita una sola unità.
KV-107IIA-4
Versione potenziata del KV-107II-4; 18 esemplari costruiti.
KV-107II-5
Versione SAR per la JMSDF prodotta in 18 unità.
KV-107IIA-5
Versione potenziata del KV-107II-5 prodotta in 35 unità.
KV-107II-7
Versione per trasporto VIP prodotta in un solo esemplare.
KV-107II-16
HKP 4C costruiti in 8 unità per la marina militare svedese potenziata con un Rolls-Royce Gnome H 1200.
KV-107IIA-17
Versione per il trasporto su lunghe distanze richiesta dalla polizia di Tokyo. Un esemplare prodotto.
KV-107IIA-SM-1
Elicottero antincendio costruito in 7 unità per l'Arabia Saudita
KV-107IIA-SM-2
Versione SAR/ambulanza per l'Arabia Saudita. Quattro unità costruite.
KV-107IIA-SM-3
Versione trasporto VIP prodotta in 2 esemplari per l'Arabia Saudita.
KV-107IIA-SM-4
Elicottero ambulanza prodotto in 3 unità per l'Arabia Saudita.
Dati tratti da:

### Svezia
HKP 4A
Boeing Vertol 107-II-14 usato in 10 esemplari dall'aeronautica militare svedese.
HKP 4B
Boeing Vertol 107-II-15 equipaggiato per il lancio di mine/lotta antisommergibile/SAR. Costruito in 3 unità più una convertita da un prototipo civile.
HKP 4C
Versione estrapolata in 8 unità dal giapponese KV-107-II-16 equipaggiata per il lancio di mine/lotta antisommergibile/SAR.
HKP 4D
Quattro HKP 4A ammodernati per missioni SAR/antisommergibile.

## Utilizzatori

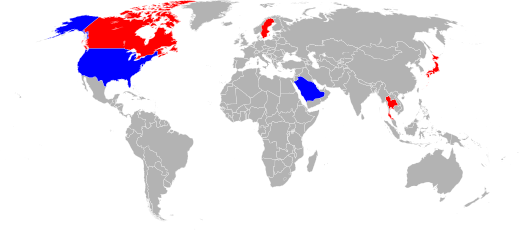
Utilizzatori del CH-46 nel mondo. In colore rosso gli operatori che hanno dismesso la linea

Gli operatori del CH-46 sono principalmente militari nonostante alcuni esemplari siano stati venduti anche sul mercato civile per usi di collegamento su brevi tratte o per compiti di collegamento off-shore verso piattaforme petrolifere.

### Civili
Stati Uniti
- Columbia Helicopters Inc

10 Hkp4 (6 V-107II di costruzione Boeing e 4 modelli KV-107II di costruzione Kawasaki Vertol 107-II) ex Svenska Flygvapnet svedese acquistati a febbraio 2013. I primi 3 esemplari consegnati il 1 aprile 2013. 1 KV-107II acquistato dal Royal Thai Army, ceduto successivamente all'elvetica Heliswiss a gennaio 2023.
- New York Airways
- Pan Am

 Svizzera
- Heliswiss International AG

1 KV-107-II acquistato dalla statunitense Columbia Helicopters a gennaio 2023.

### Governativi
Stati Uniti
- United States Department of State

34 CH-46E in servizio al marzo 2019.

### Militari

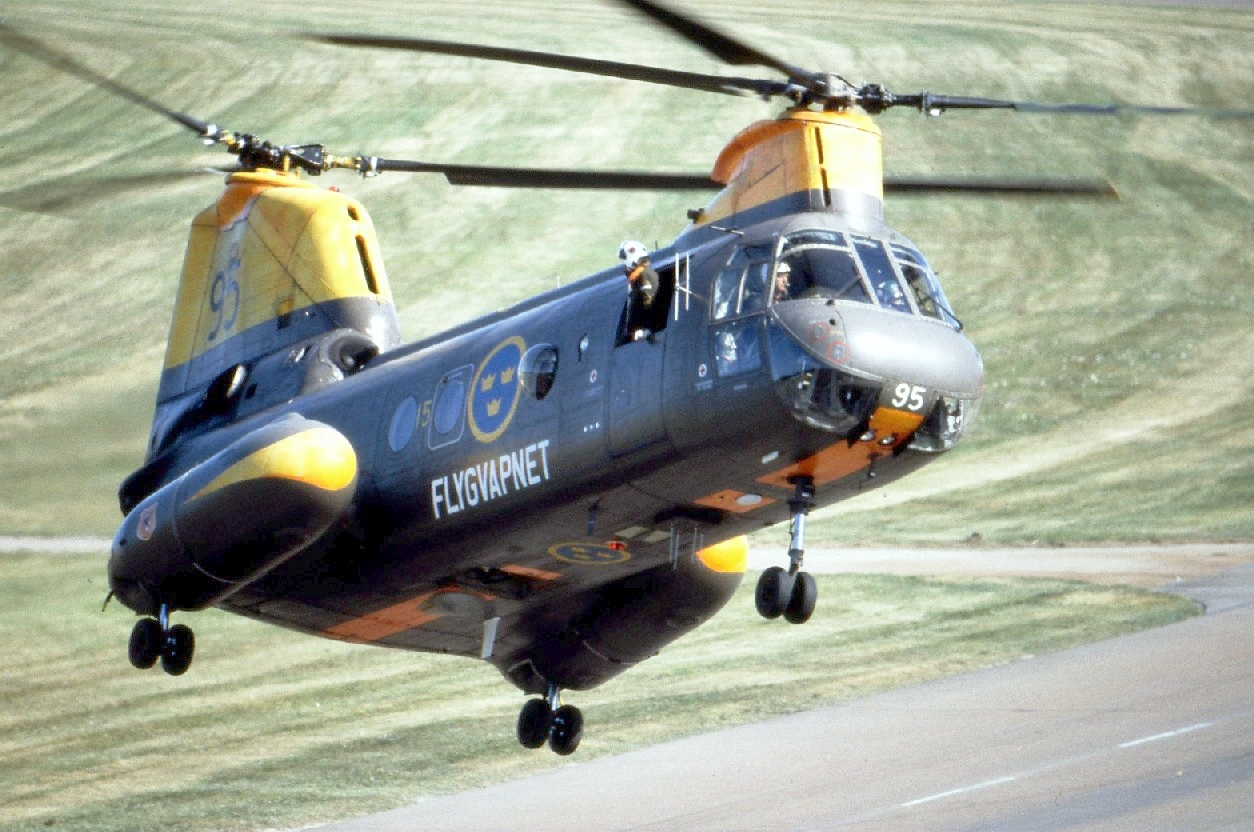
Un Hkp 4A della svedese Svenska Flygvapnet.

Arabia Saudita
107-IIA;
 Canada
107 (CH-113A)
 Giappone
- Kaijō Jieitai

9 KV-107II in servizio dal 1963 al 1990.
- Rikujō Jieitai

60 KV-107II in servizio dal 1966 al 2002.
 Stati Uniti
- United States Marine Corps

operava con le versioni CH-46D; CH-46E; HH-46D; UH-46D;
- United States Navy

 Svezia
- Svenska Flygvapnet

10 Hkp4 (6 V-107II di costruzione Boeing e 4 modelli KV-107II di costruzione Kawasaki Vertol 107-II) in servizio dal 1998 al 2010, successivamente ceduti, nel febbraio del 2013, alla statunitense Columbia Helicopters Inc.
- Svenska Marinen

operò con i modelli 107 e 107-II ridesignati localmente Hkp 4.
 Thailandia
- Royal Thai Army

3 KV-107II costruiti dalla giapponese Kawasaki in servizio dal 1963 al 1971.